# Lentillères
Pour le quartier incluant un espace autogéré depuis 2010, voir Dijon.
Lentillères est une commune française située dans le département de l'Ardèche, en région Auvergne-Rhône-Alpes.

## Géographie

### Situation et description
Lentillères est un petit village à l'aspect essentiellement rural et appartenant à la communauté de communes du Bassin d'Aubenas.

### Communes limitrophes
Lentillères est limitrophe de cinq communes, toutes situées dans le département de l'Ardèche et réparties de la façon suivante :

### Climat
Pour des articles plus généraux, voir Climat d'Auvergne-Rhône-Alpes et Climat de l'Ardèche.
En 2010, le climat de la commune est de type climat méditerranéen franc, selon une étude du CNRS s'appuyant sur une série de données couvrant la période 1971-2000. En 2020, Météo-France publie une typologie des climats de la France métropolitaine dans laquelle la commune est exposée à un climat de montagne ou de marges de montagne et est dans une zone de transition entre les régions climatiques « Provence, Languedoc-Roussillon » et « Sud-est du Massif Central ».
Pour la période 1971-2000, la température annuelle moyenne est de 11,2 °C, avec une amplitude thermique annuelle de 17,1 °C. Le cumul annuel moyen de précipitations est de 1 267 mm, avec 7,9 jours de précipitations en janvier et 4,9 jours en juillet. Pour la période 1991-2020, la température moyenne annuelle observée sur la station météorologique de Météo-France la plus proche, « Croix Millet », sur la commune de Prunet à 5 km à vol d'oiseau, est de 11,6 °C et le cumul annuel moyen de précipitations est de 1 590,2 mm,. Pour l'avenir, les paramètres climatiques de la commune estimés pour 2050 selon différents scénarios d'émission de gaz à effet de serre sont consultables sur un site dédié publié par Météo-France en novembre 2022.

### Hydrographie
La Lande, un affluent (en rive gauche) de la Ligne prend sa source sur la commune.

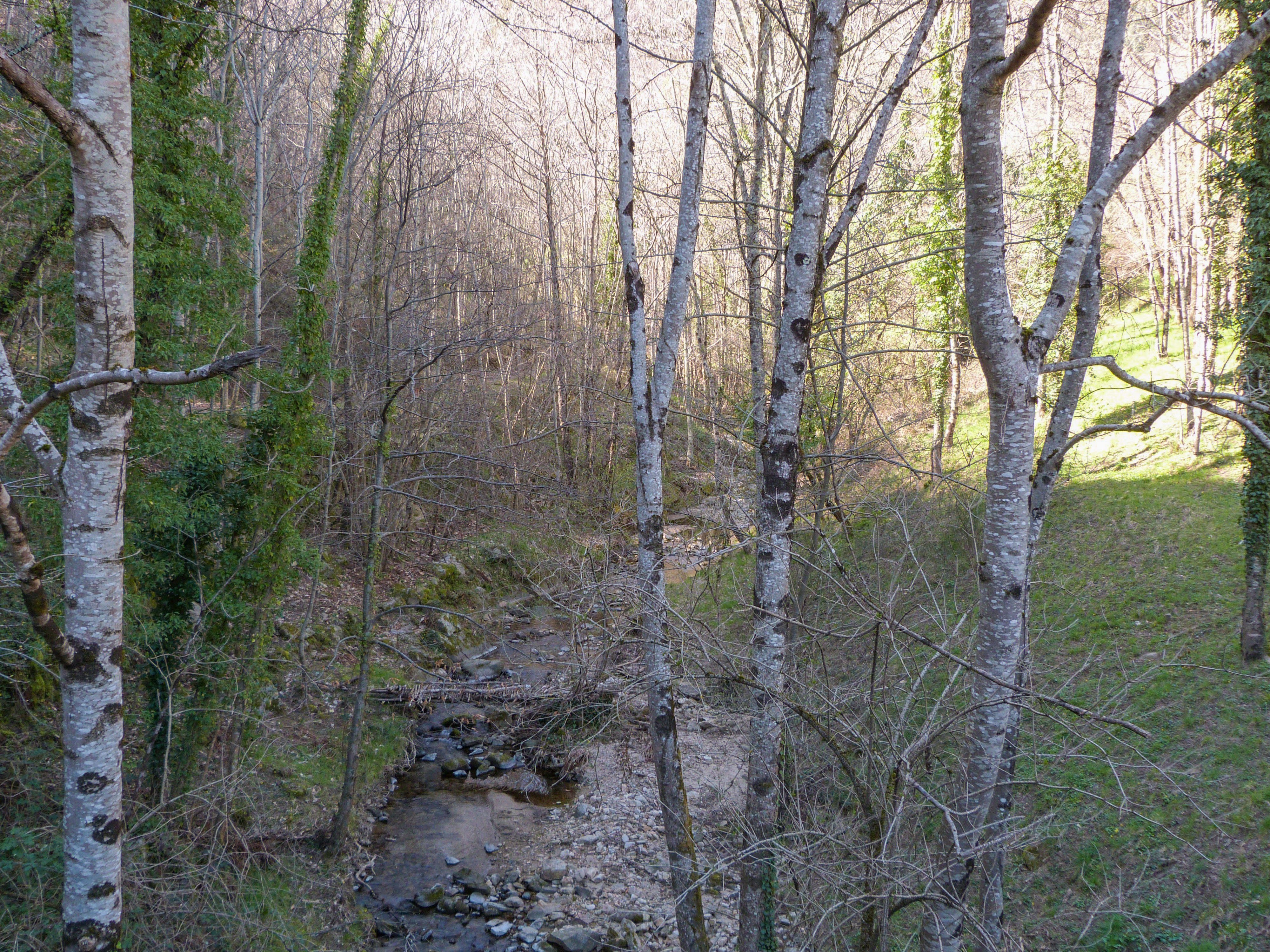
La Lande sur la route de Chazeaux, à Lentillères.

### Voies de communication

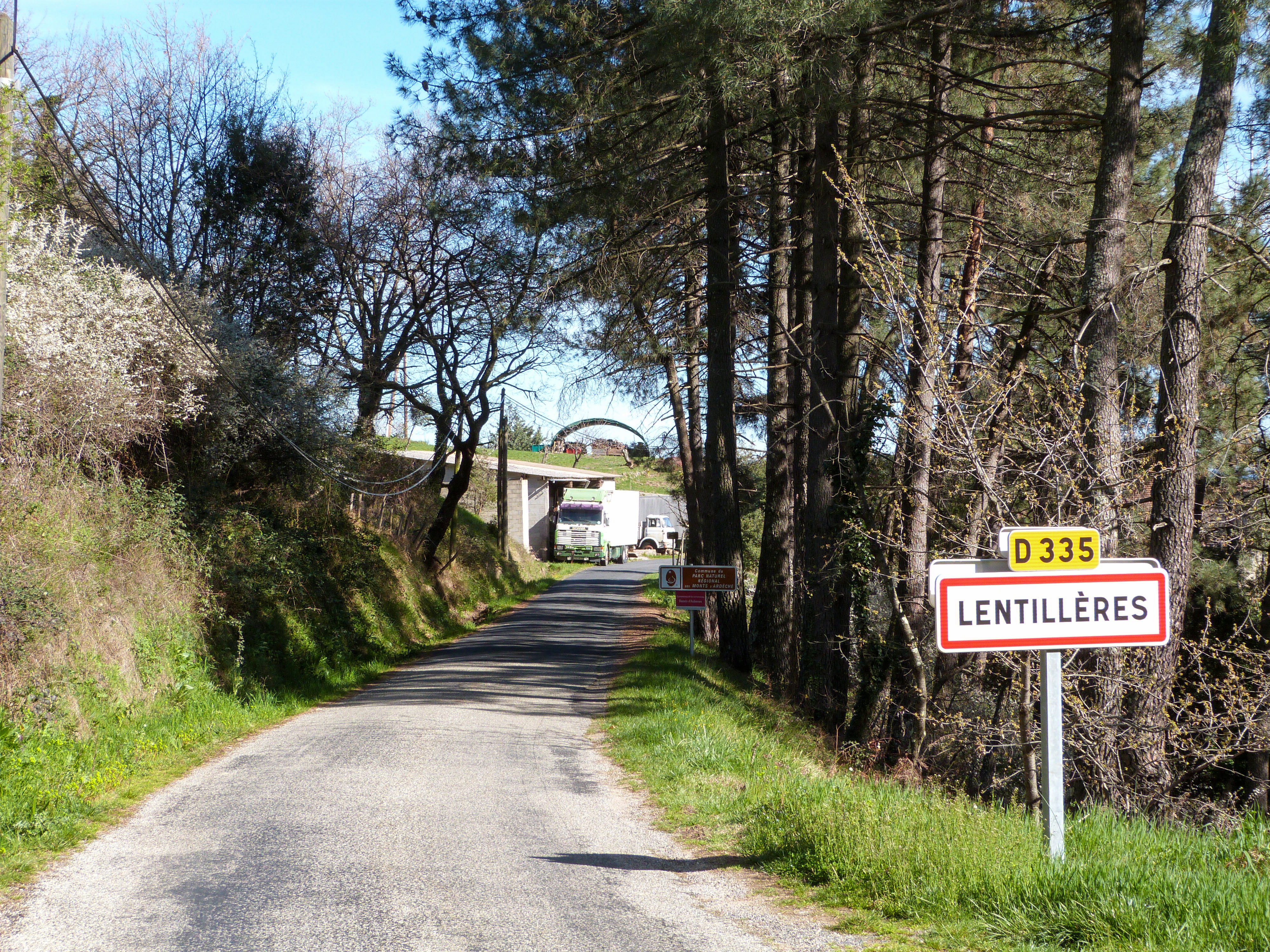
L'entrée de Lentillères depuis Chazeaux.

La commune est traversée par la départementale 335 (RD335).

## Urbanisme

### Typologie
Au 1er janvier 2024, Lentillères est catégorisée commune rurale à habitat dispersé, selon la nouvelle grille communale de densité à 7 niveaux définie par l'Insee en 2022.
Elle est située hors unité urbaine. Par ailleurs la commune fait partie de l'aire d'attraction d'Aubenas, dont elle est une commune de la couronne,. Cette aire, qui regroupe 68 communes, est catégorisée dans les aires de 50 000 à moins de 200 000 habitants,.

### Occupation des sols
L'occupation des sols de la commune, telle qu'elle ressort de la base de données européenne d’occupation biophysique des sols Corine Land Cover (CLC), est marquée par l'importance des forêts et milieux semi-naturels (89 % en 2018), une proportion sensiblement équivalente à celle de 1990 (88,2 %). La répartition détaillée en 2018 est la suivante : 
forêts (72,5 %), milieux à végétation arbustive et/ou herbacée (16,5 %), zones agricoles hétérogènes (10,2 %), prairies (0,8 %).
L'évolution de l’occupation des sols de la commune et de ses infrastructures peut être observée sur les différentes représentations cartographiques du territoire : la carte de Cassini (XVIIIe siècle), la carte d'état-major (1820-1866) et les cartes ou photos aériennes de l'IGN pour la période actuelle (1950 à aujourd'hui).

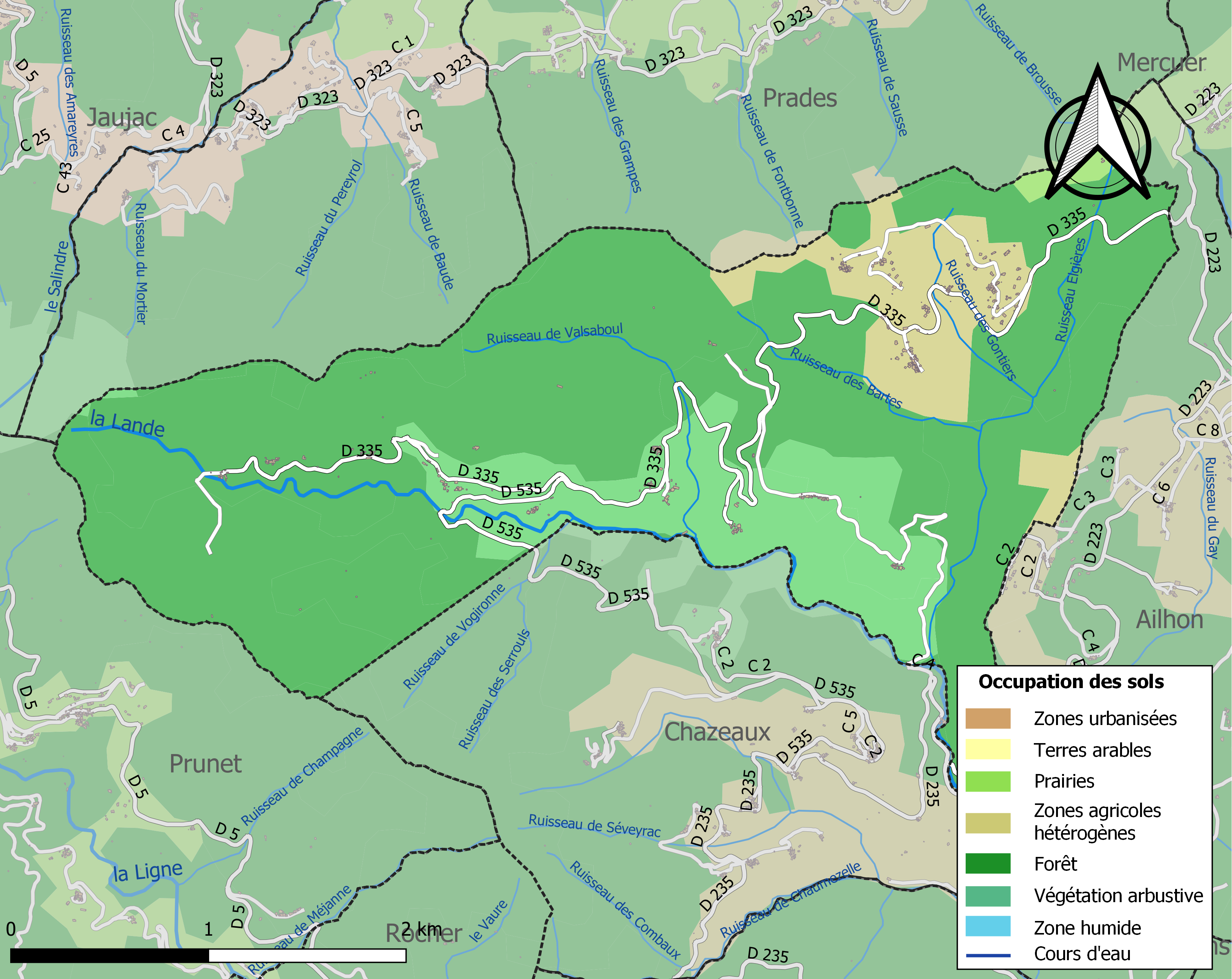
Carte des infrastructures et de l'occupation des sols de la commune en 2018 (CLC).

## Histoire
Le hameau de Lentillères dépendait anciennement de la paroisse d'Ailhon.

### Administration municipale

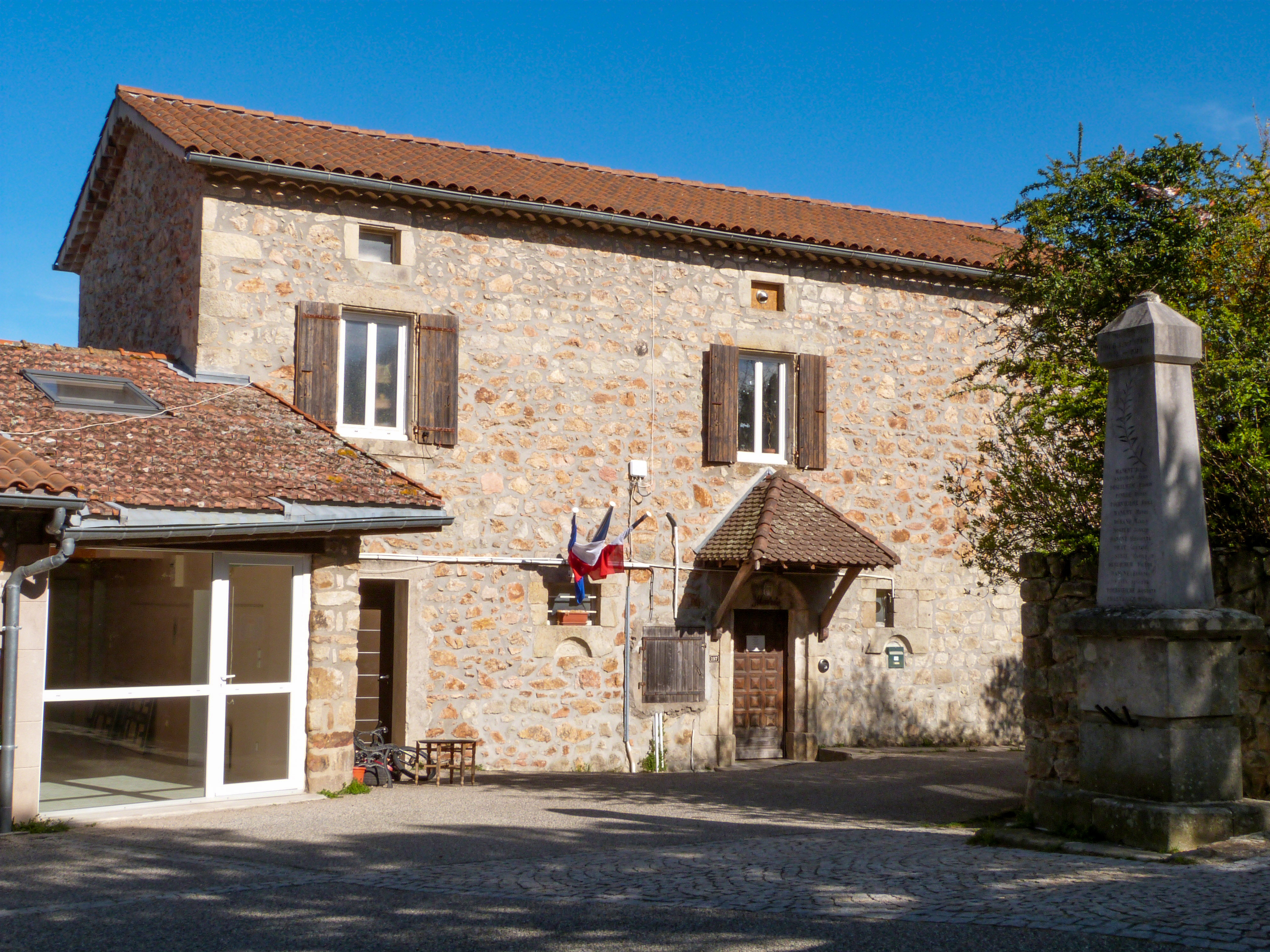
La mairie.

## Politique et administration

### Liste des maires
| Période                                  | Période                   | Identité       | Étiquette | Qualité    |
| ---------------------------------------- | ------------------------- | -------------- | --------- | ---------- |
| Les données manquantes sont à compléter. |                           |                |           |            |
| mars 2001                                | mars 2008                 | Jean Labrot    |           | Retraité   |
| mars 2008                                | avril 2014                | Franck Jouffre |           | Professeur |
| avril 2014                               | mai 2020                  | Jean Daury     |           | Retraité   |
| mai 2020                                 | En cours (au 6 août 2020) | Pascal Dupont  | DVG       | Retraité   |

## Population et société

### Démographie
L'évolution du nombre d'habitants est connue à travers les recensements de la population effectués dans la commune depuis 1793. Pour les communes de moins de 10 000 habitants, une enquête de recensement portant sur toute la population est réalisée tous les cinq ans, les populations de référence des années intermédiaires étant quant à elles estimées par interpolation ou extrapolation. Pour la commune, le premier recensement exhaustif entrant dans le cadre du nouveau dispositif a été réalisé en 2006.

En 2022, la commune comptait 236 habitants, en évolution de +1,29 % par rapport à 2016 (Ardèche : +2,48 %, France hors Mayotte : +2,11 %).
| 1793 | 1800 | 1806 | 1821 | 1831 | 1836 | 1841 | 1846 | 1851 |
| ---- | ---- | ---- | ---- | ---- | ---- | ---- | ---- | ---- |
| 306  | 336  | 307  | 294  | 291  | 311  | 380  | 421  | 405  |

| 1856 | 1861 | 1866 | 1872 | 1876 | 1881 | 1886 | 1891 | 1896 |
| ---- | ---- | ---- | ---- | ---- | ---- | ---- | ---- | ---- |
| 360  | 347  | 369  | 362  | 350  | 346  | 312  | 287  | 308  |

| 1901 | 1906 | 1911 | 1921 | 1926 | 1931 | 1936 | 1946 | 1954 |
| ---- | ---- | ---- | ---- | ---- | ---- | ---- | ---- | ---- |
| 272  | 275  | 265  | 212  | 195  | 175  | 176  | 189  | 139  |

| 1962 | 1968 | 1975 | 1982 | 1990 | 1999 | 2006 | 2011 | 2016 |
| ---- | ---- | ---- | ---- | ---- | ---- | ---- | ---- | ---- |
| 152  | 121  | 104  | 121  | 151  | 175  | 205  | 220  | 233  |

| 2021 | 2022 | - | - | - | - | - | - | - |
| ---- | ---- | - | - | - | - | - | - | - |
| 235  | 236  | - | - | - | - | - | - | - |

### Enseignement

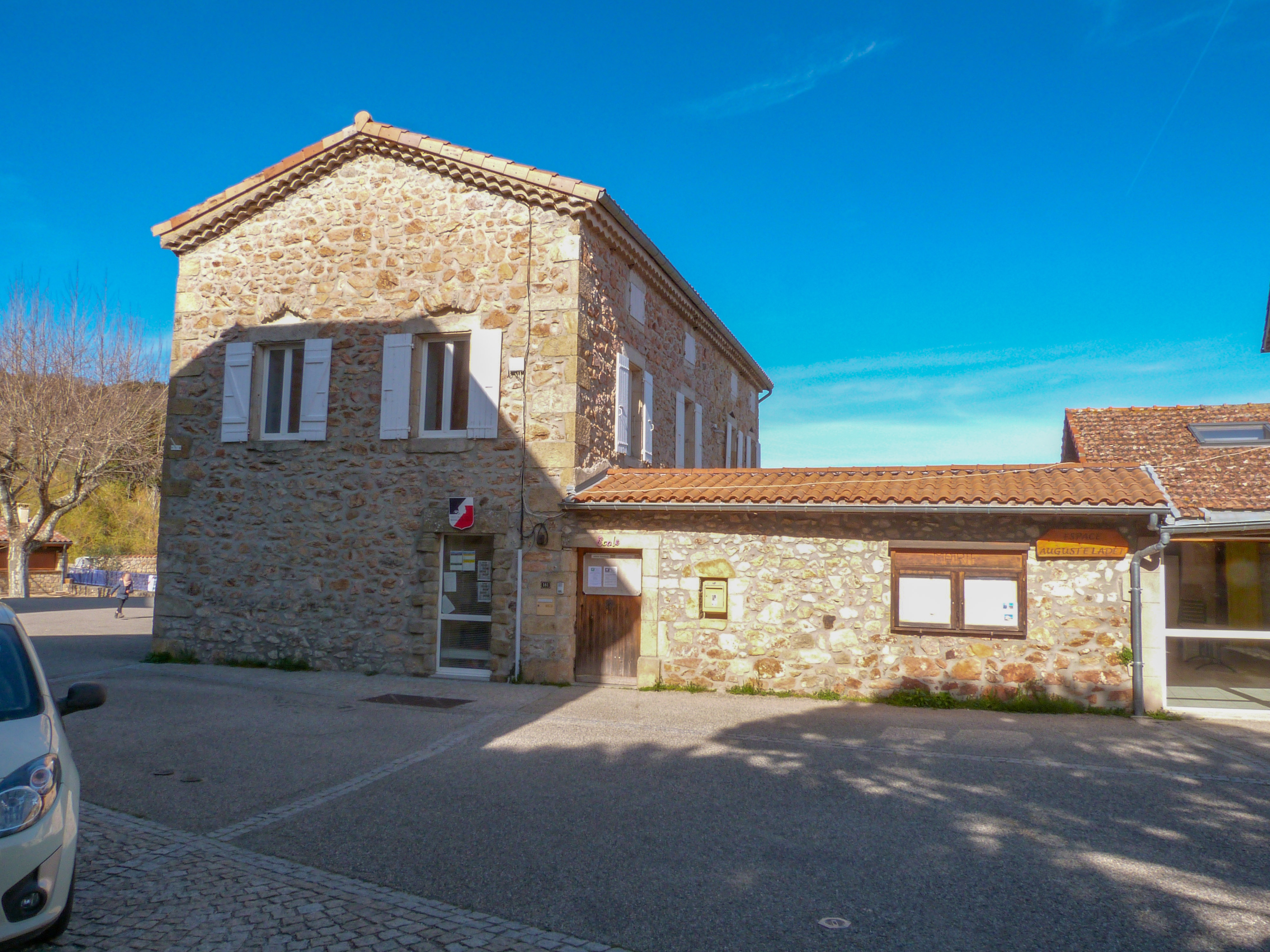
L'école du village.

La commune est rattachée à l'académie de Grenoble. L'école maternelle de Lentillères accueillait treize élèves pour l'année scolaire 2021-2022.

### Médias
La commune est située dans la zone de distribution de deux organes de la presse écrite :
- L'Hebdo de l'Ardèche

Il s'agit d'un journal hebdomadaire français basé à Valence et diffusé à Privas depuis 1999. Il couvre l'actualité de tout le département de l'Ardèche.
- Le Dauphiné libéré

Il s'agit d'un journal quotidien de la presse écrite française régionale distribué dans la plupart des départements de l'ancienne région Rhône-Alpes, notamment l'Ardèche. La commune est située dans la zone d'édition d'Aubenas de Privas et de la vallée du Rhône.

### Cultes
La communauté catholique et l'église de Lentillères (propriété de la commune) sont rattachées à la paroisse Saint Benoît d’Aubenas qui est, elle-même rattachée au diocèse de Viviers.

## Culture et patrimoine

### Lieux et monuments
- Église de la Sainte-Famille de Lentillères
- Chapelle Sainte-Philomène.

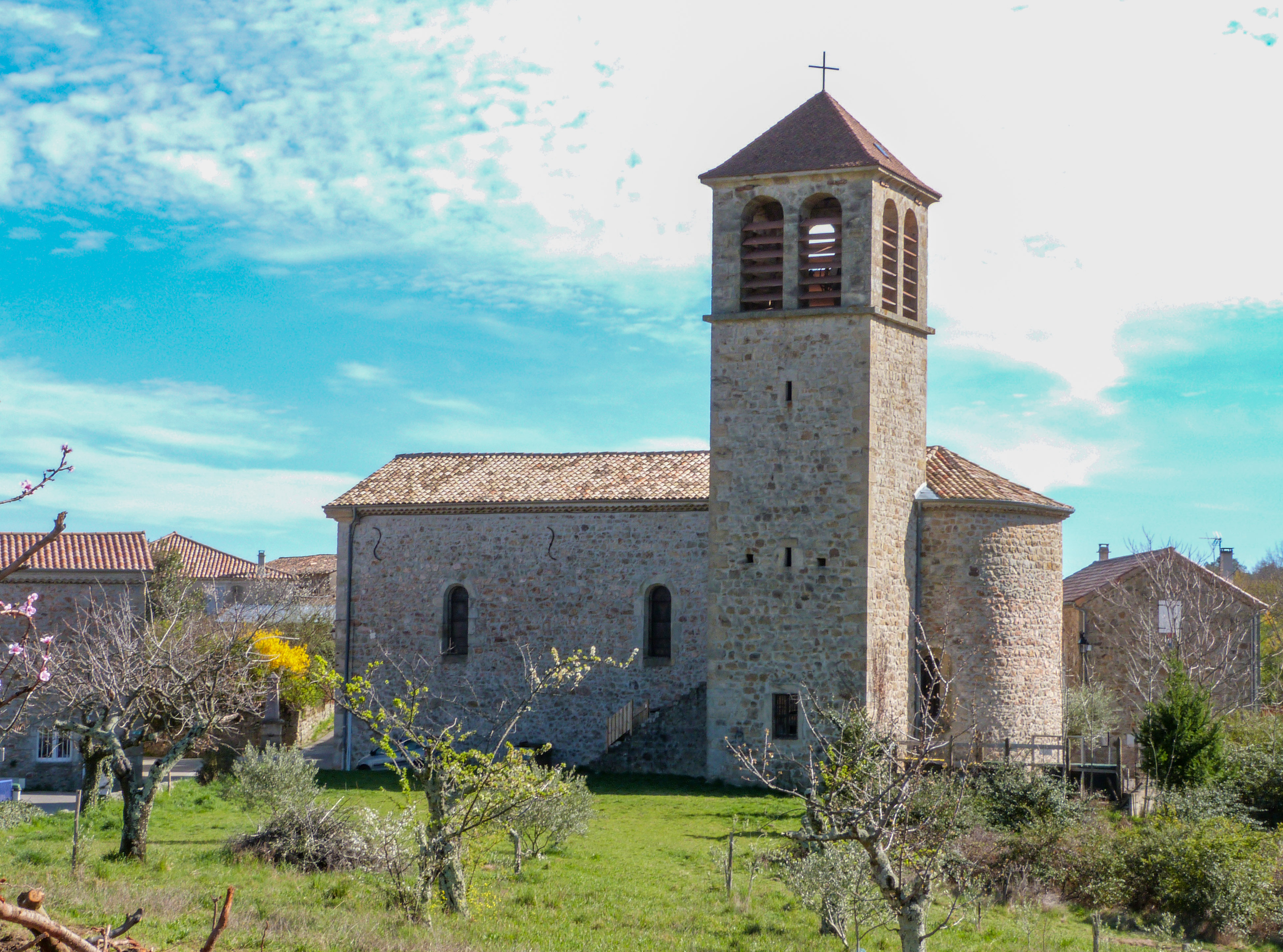
L'église de Lentillères.
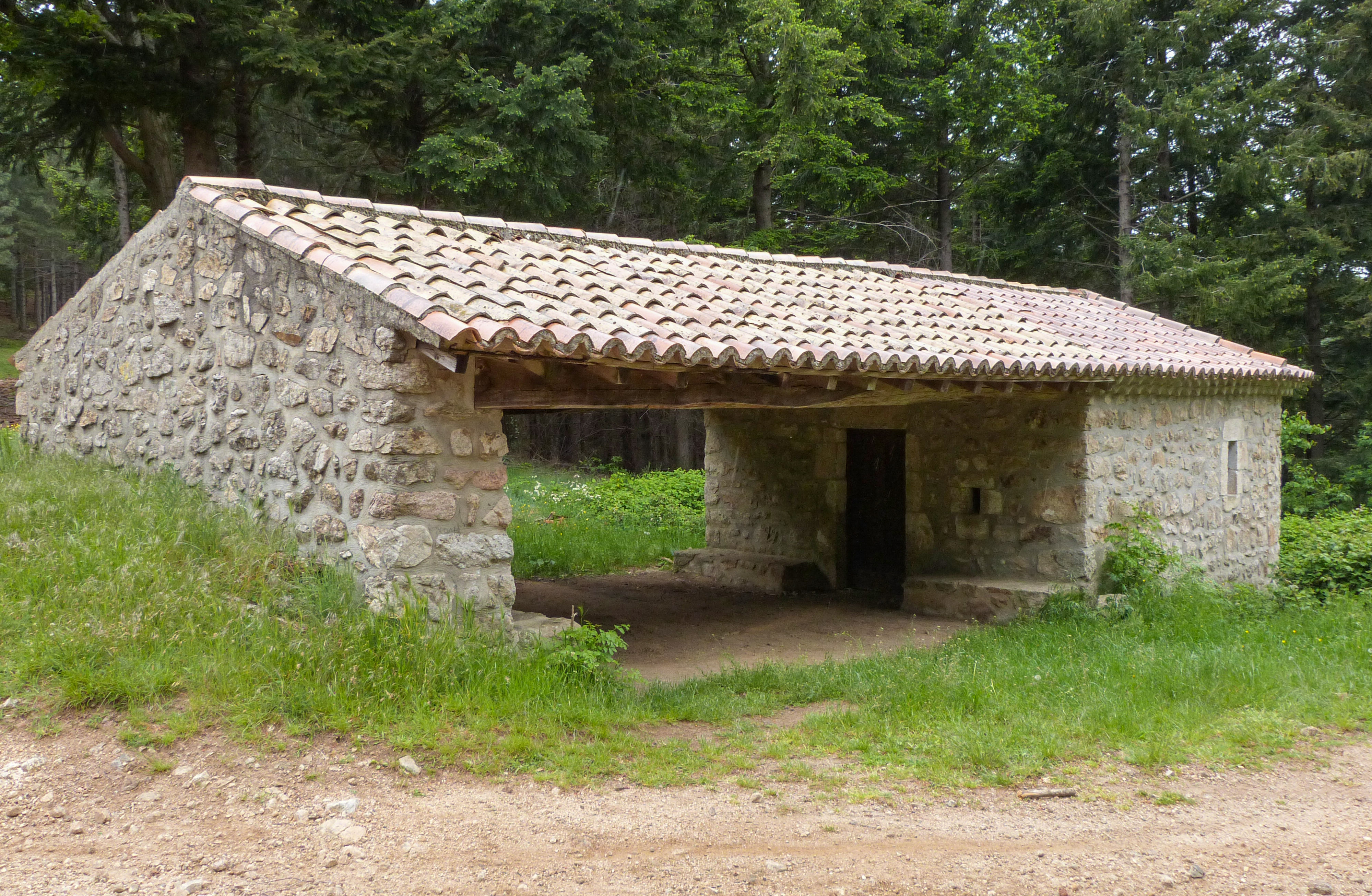
La chapelle Sainte-Philomène.

### Héraldique
|  | Lentillères possède des armoiries dont l'origine et le blasonnement exact ne sont pas disponibles. |